# Europagymnasium Kerpen

Ancien logo

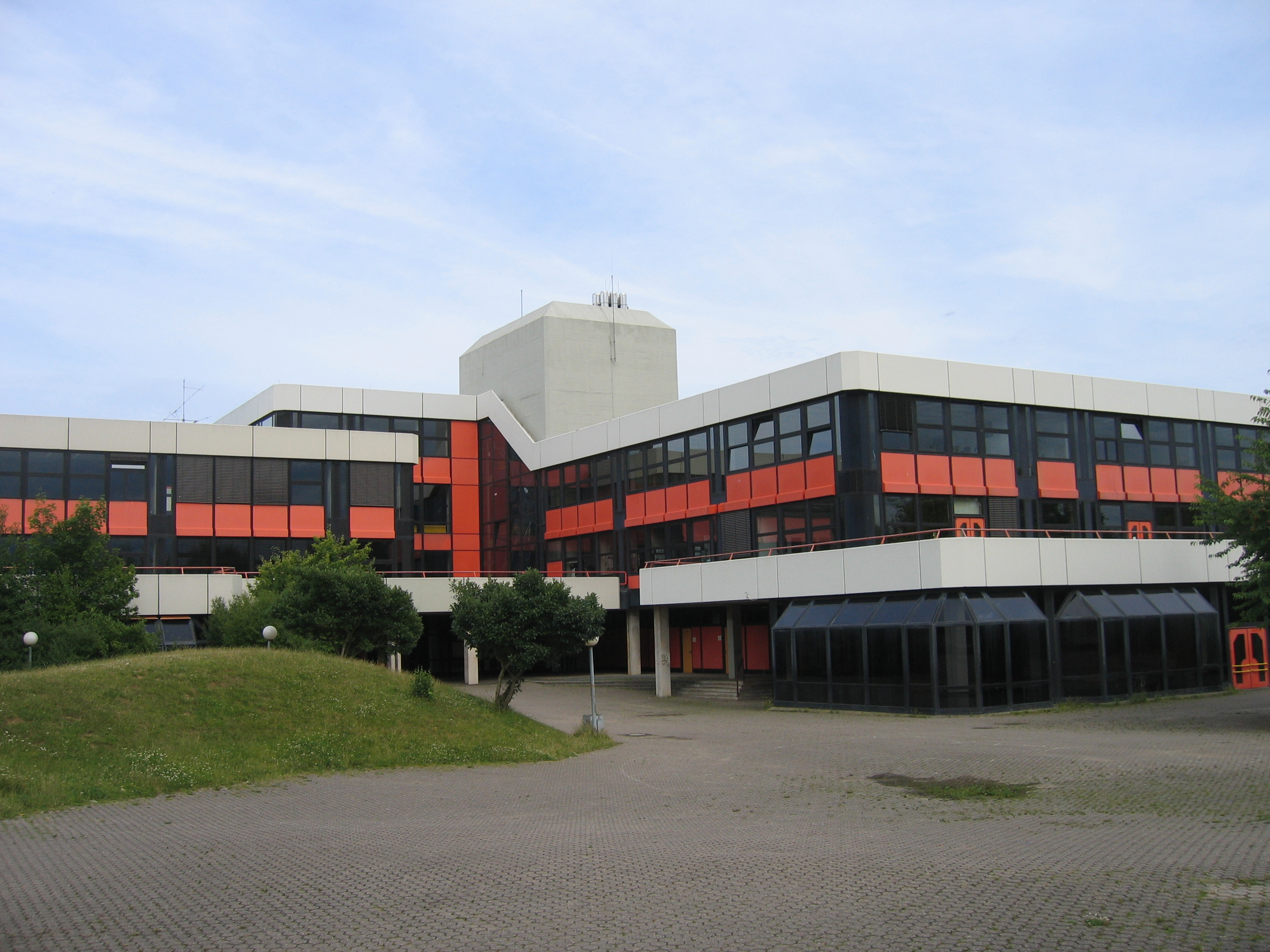
Le bâtiment

Le Europagymasium Kerpen (en français : Lycée européenne de Kerpen) est un Gymnasium européen (Europaschule) à Kerpen dans la Rhénanie-du-Nord-Westphalie en Allemagne. Depuis 2001 le nom additionnel Europaschule est officiel.
Le lycée est fondé en 1968. Il compte 150 professeurs et 2 266 élèves (10 septembre 2008).

## Équipement
L’école a un hall, une cafétéria, un restaurant universitaire, deux gymnases, une bibliothèque avec plus de 33 000 livres et CD-ROM, de salles de répétitions dans la cave, et plusieurs cours de récréation.

## Cours bilingues
Des cours bilingues sont proposés aux élèves. La branche bilingue allemand-anglais existe depuis de l’année scolaire 1995/1996. Dans les classes 5 et 6 (en système allemand) les élèves qui choisissent la branche bilingue n’ont pas cinq cours en anglais, mais sept. La Géographie est enseignée en anglais dès la classe 7 (en système allemand), la science politique en anglais à partir la classe 8 (en système allemand) et l’histoire en classe 9 (en système allemand).

## Niveau secondaire II
Dans la branche avec le niveau secondaire II (classes 11–13 respectivement 10–12 (ce dernier à cause du raccourcissement de la durée de la scolarité au lycée de neuf à huit années scolaires)) les matières sont partagées aux catégories « sciences sociales », « mathématiques et sciences naturelles », « langues » et « autres matières ». Les matières spécialement sont pédagogie, psychologie, sciences sociales, diététique, technique, correspondance aux langues étrangères anglais respectivement économie anglaise, italien et littérature. Supplémentaire aux cours anglais les élèves peuvent faire un enseignement professionnel pour correspondance aux langues étrangères. Après la classe 13 (en système allemand) les élèves qui ont choisi l’enseignement professionnel supplémentaire et font un examen bien fait recevoient l’Abitur et en outre un enseignement professionnel terminé.

## Programmes d’échange
L’école fait de programmes d’échange avec beaucoup de pays. Les écoles à l'étranger se trouvent en Argentine, en Bolivie, en France, au Royaume-Uni, en Italie, au Nicaragua, en Pologne, en Russie, en Suède, en Espagne (Grande Canarie et Tenerife) et aux États-Unis (Pennsylvanie et Texas) et la Chine.